# Parc Olympique lyonnais
Parc Olympique lyonnais, også kaldet Parc OL, Grand Stade de Lyon eller Stade des Lumières, er et fransk fodboldstadion, der ligger i Décines-Charpieu, i den østlige del Lyon. 
Det er ejet af holdingfirmaet OL Groupe, som er en del af fodboldklubben Olympique lyonnais. De første tanker om stadionet blev født i 2007 og det blev bygget i årene 2012 til 2015 med indvielse i 2016.
Stadionet har en kapacitet på 59.186 tilskuere og har siden 2016 været brugt af Olympique lyonnais som indtil da havde spillet sine kampe på stade de Gerland. Parc OL bliver også brugt i andre sammenhænge. Seks kampe under EM i fodbold 2016 fandt sted her, ligesom der spilles kampe i rugby og afholdes koncerter. Når man ser på stadionets kapacitet, er det det tredjestørste i Frankrig og det syvogtyvendestørste i Europa.

## Brug

### Olympique lyonnais
Som ejer gennem OL Groupe, har Olympique lyonnais førsteprioritet til at bruge stadionet. Faktisk er klubben en af de få franske fodboldklubber, som selv ejer deres stadion, normalt er de ejet af kommunen.
Stadionet blev indviet den 9. januar 2016, med Ligue 1-kampe mellem Olympique lyonnais og ESTAC. 
Lyon vandt kampen med 4-1; Alexandre Lacazette blev dermed den første til at score mål på det nye stadion..

#### Euro 2016
Der bliver spillet seks kampe under EM 2016 på Parc OL, herunder en ottendedelsfinale og en semifinale:
| Dato          | Tid   | Hold 1            | Resultat | Hold 2            | Tour              | Tilskuere |
| ------------- | ----- | ----------------- | -------- | ----------------- | ----------------- | --------- |
| 13. juni 2016 | 21:00 | Belgien           | 0 - 2    | Italien           | Gruppe E          | 55.408    |
| 16. juni 2016 | 18:00 | Ukraine           | 0 - 2    | Nordirland        | Gruppe C          | 51.043    |
| 19. juni 2016 | 21:00 | Rumænien          | 0 - 1    | Albanien          | Gruppe A          | 49.752    |
| 22. juni 2016 | 18:00 | Ungarn            | 3 - 3    | Portugal          | Gruppe F          | 55.514    |
| 26. juni 2016 | 15:00 | Frankrig          | 2 - 1    | Irland            | Ottendedelsfinale | 56.279    |
| 6. juli 2016  | 21:00 | Vinder af kamp 45 | v        | Vinder af kamp 46 | Semifinale        |           |

#### Coupes d'Europe de rugby 2016
EPCR annoncerede den 17. juni 2015 at finalerne for sæsonen 2015-2016 i Challenge Cup og Champions Cup skal spilles på Parc OL, respectivement den 13. og 14. maj 2016.
Stadionrekorden er netop sat under en rugbykamp, nemlig Champions Cup-kampen  mellem Saracens og Racing 92 (21-9) den 14. maj 2016 med 58.017 tilskuere.

#### VM i fodbold for kvinder 2019
Ved VM i fodbold for kvinder 2019 lægger Parc OL græs til både semifinalerne og til finalen.

### Kulturelle arrangementer

#### Koncerter
| Dato           | Artist         | Tourné / Begivenhed                                                 | Tilskuere |
| -------------- | -------------- | ------------------------------------------------------------------- | --------- |
| 9. januar 2016 | Will.i.am      | Indvielseskoncert efter kampen mellem Olympique lyonnais og Troyes. | 55.169    |
| 23. marts 2016 | Christophe Maé | Koncert efter en Champion's League kamp mellem OL-Slavia Prague     | 11.732    |
| 19. juli 2016  | Rihanna        | Anti World Tour                                                     |           |